# اچ‌ام‌اس سولهام (ام۲۷۳۲)
اچ‌ام‌اس سولهام (ام۲۷۳۲) (به انگلیسی: HMS Sulham (M2732)) یک کشتی بود. این کشتی در سال ۱۹۵۵ ساخته شد.